# 美菲联防条约
《美菲联防条约》（Mutual Defense Treaty between the Republic of the Philippines and the United States of America (MDT) 或稱美菲共同防禦條約）是1951年8月30日美国与菲律宾在华盛顿特區签订的联防条约，于1952年8月27日正式生效，有效期无限。条约共8条，其精神為美國與菲律賓的集體防禦制度，在太平洋海域對任一方領土與對其在太平洋的軍隊、船舶或飛機的武裝攻擊，兩國將依約採取行動，對付共同危險。條約主要内容：缔约双方将以“自助和互助”的方式保持并发展“抵抗武装进攻”的能力；缔约任何一方的遭到“武装进攻”时，缔约双方进行协商，采取行动“对付共同的危险”。

## 歷史
1976年美國國家安全顧問布蘭特·斯考克羅夫特表示美國對於美菲共同防禦條約會保持彈性；國務卿亨利·季辛吉則擔憂會因為菲律賓在禮樂灘和南沙群島的行動而必須依約加入軍事衝突；法律上也以1951年簽約時的菲律賓領土為主。2018年美國國防部的中國軍力報告中提到，美國官方對於南海領土主權採取中立態度。2018年8月15日美國國防部亞太安全事務助卿藍道·薛瑞福訪問馬尼拉與菲律賓國防部長戴爾分·羅倫沙納會談在美國大使館表示對南海問題時強調會以盟友身份幫助菲律賓有所反應。
2023年2月21日，美國國防部長表示，他國若在南海任何地方對菲律賓軍隊、飛機和公務船隻發動武力攻擊，美國將根據美菲「共同防禦條約」第4條，對菲律賓啟動防禦承諾。2024年3月，美菲防长通话重申《美菲共同防御条约》适用于南中国海。

## 相關題目
- 美日安保條約
- 美韓共同防禦條約
- 中美共同防禦條約→台灣關係法